# Mattijs van Bergen
Mattijs van Bergen (Beuningen, 19 februari 1980) is een Nederlandse modeontwerper. Hij staat bekend om zijn uitbundige ontwerpen en divers materiaalgebruik, en heeft onder andere ontwerpen gemaakt voor theatergroepen als Toneelgroep Oostpool en Het Nationale Theater. Ook heeft Van Bergen kleding ontworpen voor koningin Máxima Zorreguieta.

## Biografie
Van Bergen is opgegroeid en geboren in Beuningen. Hij is opgegroeid bij zijn moeder, de kunstenares en edelsmid Anneke van Bergen, zijn vader is kunstschilder. In 2005 behaalde Mattijs van Bergen zijn bachelor fashion design aan de ArtEZ hogeschool voor de kunsten in Arnhem, tijdens zijn studie liep hij stage bij Viktor & Rolf. In 2007 behaalde hij een master aan het Central Saint Martins College of Art and Design in Londen. In 2008 richtte Van Bergen zijn modelabel MATTIJS op en in de jaren daarna presenteerde hij verschillende collecties. In 2012 wint hij de Dutch Fashion Award en de International Incubator Award. Koningin Máxima Zorreguieta droeg in 2015 tijdens een staatsbanket in China een ontwerp van Mattijs van Bergen met een print van Vincent van Gogh. Van Bergen ontwierp de bedrijfskleding voor de Efteling en Monuta.In 2014 ging het merk MATTIJS failliet. De naam van zijn label veranderde van MATTIJS naar Mattijs van Bergen en hij ging kleding ontwerpen voor verschillende theatervoorstellingen. In 2019 schonk Van Bergen 13 ontwerpen aan het Centraal Museum in Utrecht. In 2020 volgde een expositie van zijn werk in het Centraal Museum in Utrecht. Van Bergen ontwierp in 2021 de kleding voor de voorstelling Sweeny Todd van de Staatsoper in Hannover. In 2021 had hij een solo-expositie in de Grote Kerk (Breda).

## Stijl en techniek

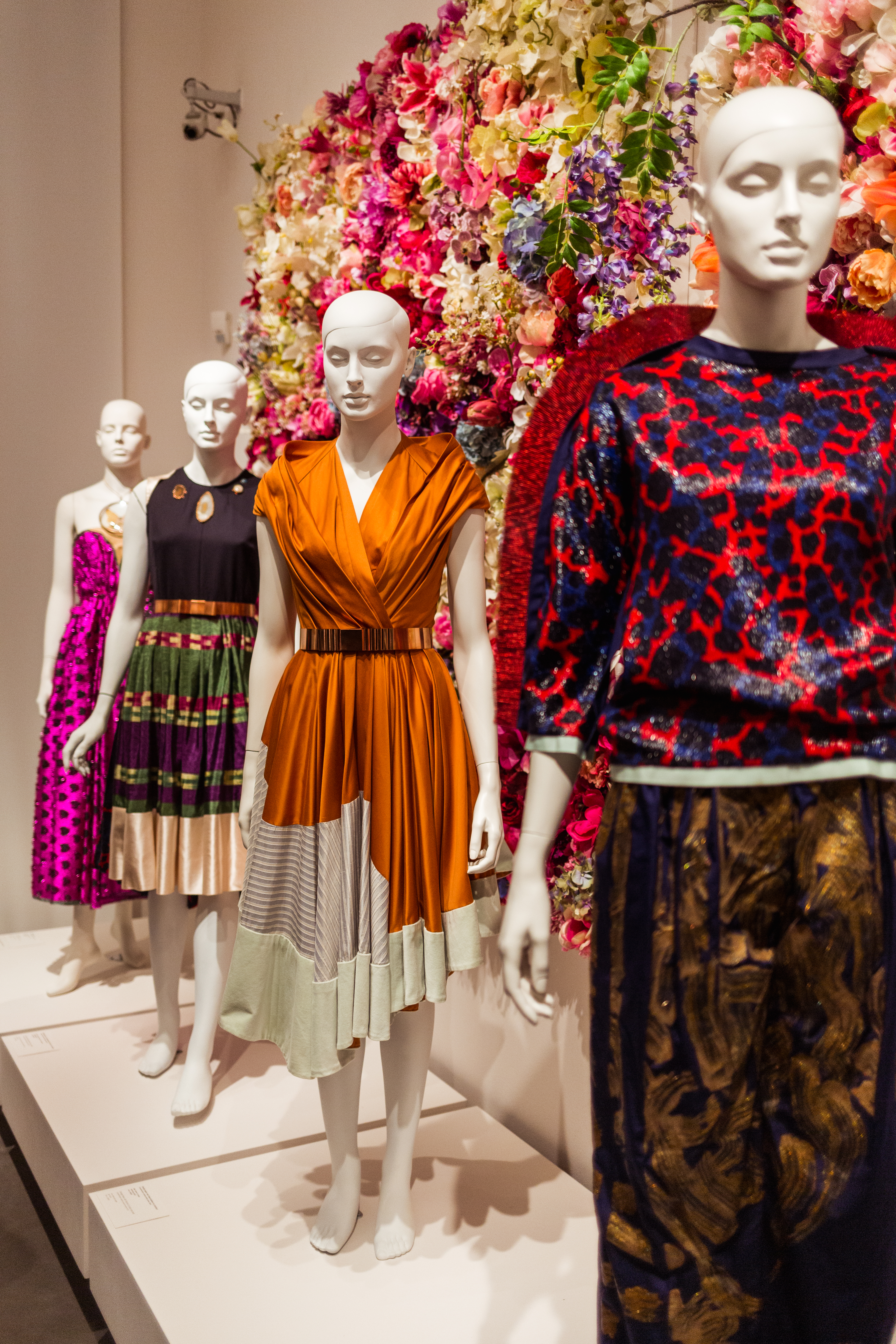
Ontwerpen uit verschillende collecties van Matijs van Bergen.

Het werk van Mattijs van Bergen is herkenbaar aan het veelvuldig gebruik van het plissé, een plooitechniek waarbij een stof wordt gevouwen waardoor het meer volume en andere valling krijgt. Daarnaast gebruikt van Bergen vaak kleurrijke stoffen en maakt hij opvallende combinaties. Hij maakt soms onverwacht gebruik van materiaal zoals in zijn najaarscollectie van 2009/2010 waarin hij ongebleekt katoen voorziet van een met bic pennen getekend grafisch patroon. Vaak presenteert Mattijs van Bergen jurken in combinatie met sieraden gemaakt door Anneke van Bergen, zijn moeder.

## Rainbow Dress
De Rainbow Dress is een jurk met een diameter van 16 meter, bestaande uit de 72 vlaggen van de landen waar homoseksualiteit is verboden. In 2016 presenteerde Mattijs van Bergen de jurk die hij heeft gemaakt in samenwerking met vormgever Oerie van Woezik. Steeds wanneer een land de wetgeving aanpast wordt de vlag van dat land vervangen door een regenboog vlag. Sinds 2016 wordt de jurk in verschillende landen tentoongesteld.

## Collecties en exposities
- 2009 Collectie najaar 2009/2010 'Blanco'
- 2014 Collectie AW14 'Complementair' op Amsterdam fashion week[11][12]
- 2015 Photo to Fashion in Nederlands Fotomuseum in Rotterdam
- 2020 Mattijs van Bergen in Centraal Museum
- 2021 Royal Fashion Design in Grote Kerk (Breda)

## Kostuums voor theatervoorstellingen
- 2013 Proces (Kafka) door Toneelgroep Oostpool
- 2018 Romeo en Julia door Toneelgroep Oostpool[13]
- 2019 Amadeus door de Theateralliantie en Het Nationale Theater
- 2020 Sweeney Todd van Staatsoper Hannover
- 2022 Charlie and the Chocolate Factory door Stichting Theateralliantie[14]

## Prijzen
- 2012 Dutch Fashion Award
- 2012 International Incubator Award
- 2023 Musical Awards, Categorie: beste kostuums, kap en grime. Voor Charlie and the Chocolate Factory[15]